# Les Jurés de l'ombre
Les Jurés de l'ombre est une mini-série française en sept épisodes de 57 minutes réalisée par Paul Vecchiali et diffusée à partir du 8 avril 1989 sur Antenne 2. Elle est adaptée d'un roman thriller du même nom.

## Fiche technique
- Titre : Les Jurés de l'ombre
- Réalisation : Paul Vecchiali
- Scénario : Patrick Hutin
- Format : couleur
- Durée : 52 minutes

## Distribution
- Pierre Blot : Linas
- Adrienne Bonnet : Esther
- Michel Delahaye : Prosecutor
- Patrick Fierry : David Lucas
- Laura Morante : Olivia Lucas
- Christophe Nollier : Assante
- Nicolas Silberg : Paul Aronfeld
- Serge Feuillard
- Magid Mezzouri : Salim
- Tristan Calvez : Michael
- Daniel Breton : Tueur blond
- Eric Do : Van Dong
- Alain Dorval : Vargas
- Gilbert Duprez : Docteur Braustein
- Marcello Leone : Aldo
- Christian Mazagran : Accomplice
- Isabelle Monnier : standardiste de l'hôpital
- Jean-Michel Oster : Inspecteur Luce
- Claude Pascadel : Priest
- Jean-Marie Ribière : Nounou
- Arnaud Saint-Père : Policier
- Jean-Paul Schneider : Stefan Lovac
- Georges Téran : Keller
- Frédéric Norbert : L'indic
- Patrick Raynal
- Patrick Tessari
- Jean-Christophe Bouvet
- François Chaumette
- Jacques Buron